# Emisora Municipal de Pamplona
La Emisora Municipal de Pamplona es una emisora de radio pública, de titularidad municipal y sin carácter comercial, propiedad del Ayuntamiento de Pamplona. Se encuentra adscrita al Área de Cultura. Fundada en 1986 su sede está en el edificio principal del Ayuntamiento en la Plaza Consistorial de Pamplona y la emisión abarca las 24 horas del día todos los días del año. Se puede sintonizar en el Área metropolitana de Pamplona a través del 93.7 de frecuencia modulada y también en la web del Ayuntamiento de Pamplona.

## Historia
Desde 1986 el Ayuntamiento de Pamplona cuenta con una emisora municipal que emite en frecuencia modulada. 
A partir de 1994, siendo alcalde de Pamplona Alfredo Jaime, el consistorio acordó legalizarla y remodelarla conforme a la normativa vigente. Se le asignó la frecuencia 93.7 FM que es la que se ha empleado desde entonces.
En el pleno municipal celebrado el 8 de abril de 1994 se adoptaron las señas de identidad que la emisora desde entonces ha seguido: titularidad municipal, gestión conforme a la Ley de Ordenación de las Telecomunicaciones con los medios humanos que decida la corporación municipal, una programación sin anuncios ni explotación comercial privada a excepción de los anuncios de carácter local o de interés general de las Administraciones Públicas, inclusión de un identificativo municipal las emisiones y, finalmente, estar a disposición de la Junta Local de Protección Civil para transmitir mensajes a la ciudadanía en situaciones de emergencia. 
Algunos aspectos como la forma de gestión de la emisora municipal, la participación de medios humanos complementarios a los municipales, la apertura a la colaboración de las Universidades y otros ámbitos docente o a las O.N.G. han sido aspectos que, hasta 2017, no han sido desarrollados.
En 2013 la emisora permaneció varias semanas sin emisión en FM debido a la descarga de un rayo en la zona de Mendillorri donde se encontraba una antena y un amplificador. Tras un mes sin emisiones, hasta que se logró subsanar la incidencia, el 19 de julio se reanudaron las mismas.

## Programación
En 2020 la Emisora Municipal de Pamplona emite exclusivamente una programación musical de diferentes estilos las 24 horas del día, en formato de hilo musical, todos los días del año. No cuenta con locutores que presenten las canciones ni con una parrilla de programación que emita programas autoproducidos, externos o boletines informativos. La retransmisión de los plenos municipales, aspecto demandado en varias ocasiones por partidos políticos con representación en el Ayuntamiento, tampoco se incluye en la programación de la emisora.